# Flick of the Wrist
Flick of the Wrist est une chanson du groupe de rock britannique Queen qui fait partie de l'album Sheer Heart Attack (1974). Écrite par Freddie Mercury, elle est sortie en single en tant que double face A avec Killer Queen, même si c'est ce dernier titre qui a retenu le plus l'attention du public.

## Thèmes et composition
La chanson évoque sur un ton très acide l'asservissement des musiciens envers leurs managers et leurs producteurs,.